# Mercé Pàniker i Alemany
Mercè Pàniker i Alemany (Barcelona, Barcelonès, 27 de febrer de 1920 - Barcelona, Barcelonès, 28 de gener de 2012) fou una empresària i activista social catalana.
Filla de Sri Ramuni Paniker Amah, empresari indi establert a Catalunya, i de la catalana Carme Alemany Sabadell, a més de germana del sacerdot i filòsof Raimon Panikkar i del filòsof Salvador Pàniker, i mare d'Albert Pèlach i Pàniker. Mercè Pániker cursà els seus estudis en un internat a prop de Bonn durant la Guerra Civil Espanyola. El 1943 es va llicenciar en ciències químiques per la Universitat de Barcelona i s'incorporà a l'empresa familiar fundada pel seu pare el 1922, Pániker SA.

## Activitat empresarial
Després de la mort del seu pare, el 1954, es va fer càrrec de la seva direcció fins al 1974. El 1950 va ser cofundadora de l'Asociación Química Española de la Industria del Cuero (AQEIC), que presidí durant alguns anys, i entre el 1975 i el 1977 fou la presidenta de la Unió Internacional de Societats de Químics i Tècnics de la Indústria de l'Adoberia (IULTCS). El 1974 va abandonar l'empresa familiar i, posteriorment, va fundar l'empresa Bil·liena Química SA, a Villena (Alt Vinalopó). També fou la presidenta de l'Associació de Químics de Catalunya i membre de la junta directiva de la Petita i Mitjana Empresa de Catalunya (PIMEC), representant del Consell Social de la Universitat de Barcelona i directiva de TYCSA.

## Activitat política i activisme social
Com a membre de l'Organització de les Nacions Unides per al Desenvolupament Industrial (ONUDI), cap al final de la seva vida professional, va realitzar missions d'assessorament industrial a l'Àfrica, Àsia i Amèrica. El 1976 s'afilià a Unió Democràtica de Catalunya i participa en diversos mítings de la formació durant les primeres eleccions democràtiques.
Fou una de les organitzadores del Primer Congrés de Dona i Economia i el 1992 fou cofundadora de FEMVISIO, entitat d'àmbit europeu dedicada a la promoció de la dona empresària, que participà en la Conferència de Pequín sobre la Dona (1995) i fou consultora de la Comissió Econòmica i Social de les Nacions Unides (ECOSOC). El 1998 creà, en record del seu pare, la Fundació Ramuni Paniker Trust a l'estat indi de Kerala, amb l'objectiu d'assistir estudiants amb talent i pocs mitjans econòmics en zones rurals.
Pàniker fou una de les dones pioneres a Catalunya, com a empresària i defensora dels drets de les dones, defensant sempre la importància de la independència econòmica de la dona i donant suport a les iniciatives que es van emprendre a Catalunya en favor de la petita i mitjana empresa. Va contribuir a recuperació de la democràcia i va donar suport en la creació i desenvolupament de l'Institut Català de la Dona de la Generalitat de Catalunya en els anys 80. La seva feina ha estat reconeguda nivell europeu pel Lobby Europeu de Dones, però també, per institucions mundials com les Nacions Unides.

## Reconeixements
- "Medalla al treball President Macià" de la Generalitat de Catalunya (2007), per una trajectòria brillant com a empresària i per la defensa del paper de la dona en el món empresarial i polític des de l'organització FEMVisió.[9]
- "Medalla d'Argent a la millor ciutadana europea" de la Fondation du Mérite Européen (2007), una entitat luxemburguesa que premia les contribucions a la presa de consciència de la Unió Europea.[8]